# Cambridge Analytica
Cet article concerne la société de publication stratégique. Pour le scandale qui est apparu avec cette société, voir Scandale Facebook-Cambridge Analytica.
Cambridge Analytica LTD (ou « CA ») est une société britannique de « Conseil en gestion autre que la gestion financière » combinant des outils d'exploration et d'analyse des données. Créée le 30 juillet 2014 (selon la Companies House, le registre du commerce britannique), ou en 2013 (selon Nazzareno Tirino) comme une filiale des Strategic Communication Laboratories (Groupe SCL) spécialisée en politique américaine. Créée sous le régime juridique de Private limited Company avec comme adresse Fairfield Shotley Road, Chelmondiston, Ipswich dans le Suffolk (une adresse partagée par une quinzaine de compagnies), elle établit des bureaux à Londres, New York et Washington. La famille du milliardaire conservateur Robert Mercer est son principal financeur,. Le nom Cambridge Analytica évoque celui d'Oxford Analytica (en), une institution fondée en 1975 à Oxford par le Dr David R Young (en), mais a priori sans rapport avec elle.
Cambridge Analytica se retrouve en 2018 au cœur d'un scandale mondial, pour avoir organisé l'« aspiration » des données personnelles de 87 millions d'utilisateurs de Facebook dans le but de cibler des messages favorables au Brexit au Royaume-Uni et à l'élection de Donald Trump aux États-Unis en 2016. Ce scandale provoque en mai 2018 la mise en faillite et la disparition de Cambridge Analytica dont les algorithmes et dirigeants se retrouvent ensuite chez Emerdata Limited,,,, alors qu'en septembre 2020, l'ancien patron de Cambridge Analytica Alexander Nix est condamné à sept ans d'interdiction de diriger une entreprise pour cause de « comportement dépourvu d'éthique ». En décembre 2022, Meta, propriétaire de Facebook, accepte de payer 725 millions de dollars pour mettre fin au procès lancé en 2018, sans pour autant reconnaître une infraction.

## Historique
En 2012, Steve Bannon et Robert Mercer, tous deux américains et fortement opposés à l'establishment américain, s'intéressent aux travaux de Patrick Caddell (Patrick Hayward « Pat » Caddell, né le 19 mai 1950). Cet ancien sondeur démocrate a identifié dans la société américaine un très fort « courant anti-élites » qui pourrait favoriser l'émergence d'un candidat extérieur aux élites des partis républicain et démocrate.
Bannon et Mercer décident de favoriser l'émergence d'un tel candidat.
Selon Christopher Wylie, Cambridge Analytica a pour origine un projet de Alexander Nix (PDG de SCL Group) que ce dernier a présenté à l'automne 2013, en présence de Wylie (data scientist) à Stephen Bannon et Robert Mercer, lors d'une réunion organisée dans l'appartement de Rebekah Mercer (fille de Robert).
Nix et son équipe savent que Bannon considère que la politique devrait se concevoir et se mener comme une guerre, mais ils découvrent qu'il souhaite aussi donner à ce projet un vernis académique et expérimental.
Pour le satisfaire, ils créent un « faux bureau à Cambridge ». Nix, devant Bannon et Mercer, insiste sur le fait que SCL a travaillé pour l'OTAN, l'Armée britannique, le MI6 et que Nix est lui-même Etonien, ce qui contribue à convaincre les deux américains d'investir 15 millions dans le projet.
Ils choisissent alors de nommer cette filiale de SCL Cambridge Analytica. Selon Wylie, Steve Bannon a insisté pour que « Cambridge » fasse partie du nom de la société, afin de l'associer à la science et au prestige de l'Université.
L'entreprise ne doit pas apparaître comme d'origine américaine ; les statuts sont donc déposés à Londres par Alastair MacWillson qui en sera directeur. Nix en est le PDG, et Bannon l'administrateur et vice-président. Rebekah Mercer est également administratrice.
Wylie insistera dans l'un de ses témoignages filmés sur le fait que Cambridge Analytica n'est pas qu'un groupe de scientifiques, de psychologues et d'analystes stratèges utilisateurs du big data. L'entreprise s'est aussi dotée d'une équipe interne de créatifs (photographes, vidéastes, designers…). Cette équipe préparait les contenus et forme de message, ensuite donnés à une « équipe de ciblage » qui choisissait à qui et comment les injecter dans l'internet (dont parfois via des faux sites internet ou blogs créés de toutes pièces aux seules fins de modifier les opinions et comportements des personnes « cibles », au risque de diviser la société, avec des conséquences que l'on ignore étant donné la nouveauté de cette « expérience »).
Toujours selon Wylie, en dépit des affirmations mensongères faites par Alexander Nix à la commission d'enquête (Nix y avait affirmé que Cambridge Analytica n'avait jamais utilisé de données venant de Facebook), cette start-up a bien été créée et pensée, dès le départ, pour utiliser les données de Facebook. En effet, un des premiers investissements de Cambridge Analytica, a été de consacrer 1 million de dollars à acheter les données personnelles collectée sur Facebook par la start-up d'Aleksandr Kogan, données sensibles. Ces données seront à la base des algorithmes construits par l'entreprise, afin dans un premier temps d'influencer les élections de mi-mandat de 2014, à partir de 50 à 60 millions de profils Facebook collectés au début 2014.
Robert Mercer qui est créateur et largement le premier financeur de la filiale exige en retour l'accès aux services de la société. L'entreprise jouera ensuite rapidement un rôle dans bien d'autres référendums et campagnes électorales de personnalités du parti républicain.
En 2014, dans les mois suivant sa création, Cambridge Analytica est déjà impliquée dans 44 élections aux États-Unis.
En 2015, elle est engagée dans la campagne présidentielle de Ben Carson, puis celle de Ted Cruz,. La campagne de Ted Cruz dépense près de 6 millions de dollars pour les services de Cambridge Analytica. Après l'échec de la campagne de Cruz, elle travaille à partir de juin 2016 pour la campagne présidentielle de Donald Trump, une fois celui-ci investi par le Parti républicain,. Steve Bannon prend officiellement la tête de la campagne de Donald Trump deux mois plus tard.
En 2016, elle travaille également pour la campagne pro-Brexit, ce qui débouche sur un important scandale portant sur l'« aspiration » des données de plusieurs dizaines de millions d'utilisateurs de Facebook à leur insu, et afin de les influencer (via la société-sœur de Cambridge Analytica, créée en même temps qu'elle, mais au Canada : AggregateIQ et la plateforme logicielle qu'elle a créée : Ripon).
Après que ses opérations massives et illégales en faveur de la victoire du « leave » lors du référendum britannique, puis de l'élection de Donald Trump, ont été dévoilées, la société annonce l'arrêt de toutes ses opérations, qui semblent avoir été reprises par la société Emerdata Limited, basée dans les mêmes bureaux et ayant en majorité les mêmes directeurs,,,.

## Lieux d'opérations d'influence
Cambridge Analytica a été au moins été directement active aux États-Unis, en Inde et au Royaume-Uni. L’entreprise a dans ces pays aidé d’autres entreprises à s’impliquer dans les stratégies d'influence électorale et politique. Selon d'anciens employés, de nombreux gouvernements de pays en développement ont aussi influencé les masses électorales avec l'aide de cette société. La stratégie la plus courante de groupe SCL/Cambridge Analytica était de signer un contrat gouvernemental avec le parti au pouvoir (souvent un projet présenté comme en faveur de la santé, mais qui était en réalité une couverture pour faire circuler des messages favorisant la réélection d'un ministre ou président).
Selon The Guardian (2017), les enquêtes sur plusieurs affaires ont aussi mis en évidence des indices de liens organiques et d'intérêts politico-industriels et/ou politico-financiers, sous-jacents, entre le Brexit, le parti de Donald Trump, certains groupes de soutiens à Trump et à son administration, la Russie et la Grande-Bretagne.

## Fonctionnement
Selon l'un des anciens employés, jusque fin 2012, le groupe SCL (maison-mère) n'était que l'une des nombreuses sociétés d'analyse de données et de conseil existant de par le monde, utilisant divers moyens d'influence basés sur la psychologie.
SCL aurait radicalement changé en 2013, en adoptant de véritables méthodes de guerre psychologique, après qu'en janvier, une stagiaire ait rencontré le directeur général du groupe SCL, Alexander Nix, en lui suggérant les prémisses d'une nouvelle stratégie. Elle lui aurait dit : Vous devez vraiment entrer dans les données, en mentionnant une entreprise appartenant à l'une des connaissances de son père : Palantir Technologies.

Palantir est une société d'exploration de données qui avait déjà de nombreux contrats avec des gouvernements dans le monde. Aux États-Unis, Palantir travaille avec la communauté du renseignement des États-Unis, et notamment avec la NSA, la CIA et le FBI, ainsi qu'avec différents acteurs du système de défense américain, comme les US Marines, l'US Air force et les Opérations spéciales. Elle travaillait aussi pour plusieurs services de police du pays comme le NYPD, le LAPD. Elle a aussi travaillé durant quelques années en France avec la Direction générale de la Sécurité intérieure du pays, tout en se diversifiant dans les secteurs de la finance, de l'assurance, de la santé et des biens de consommation. Palantir appartient à Peter Thiel (milliardaire cofondateur de PayPal, principal investisseur de Facebook, et devenu premier partisan de Trump dans la Silicon Valley).
Selon The Guardian, c'est après cette suggestion d'une ancienne stagiaire que Cambridge Analytica se lie à la Silicon Valley, Google, Facebook et une poignée de parties prenantes qui seront au centre d'un « changement tectonique mondial ».

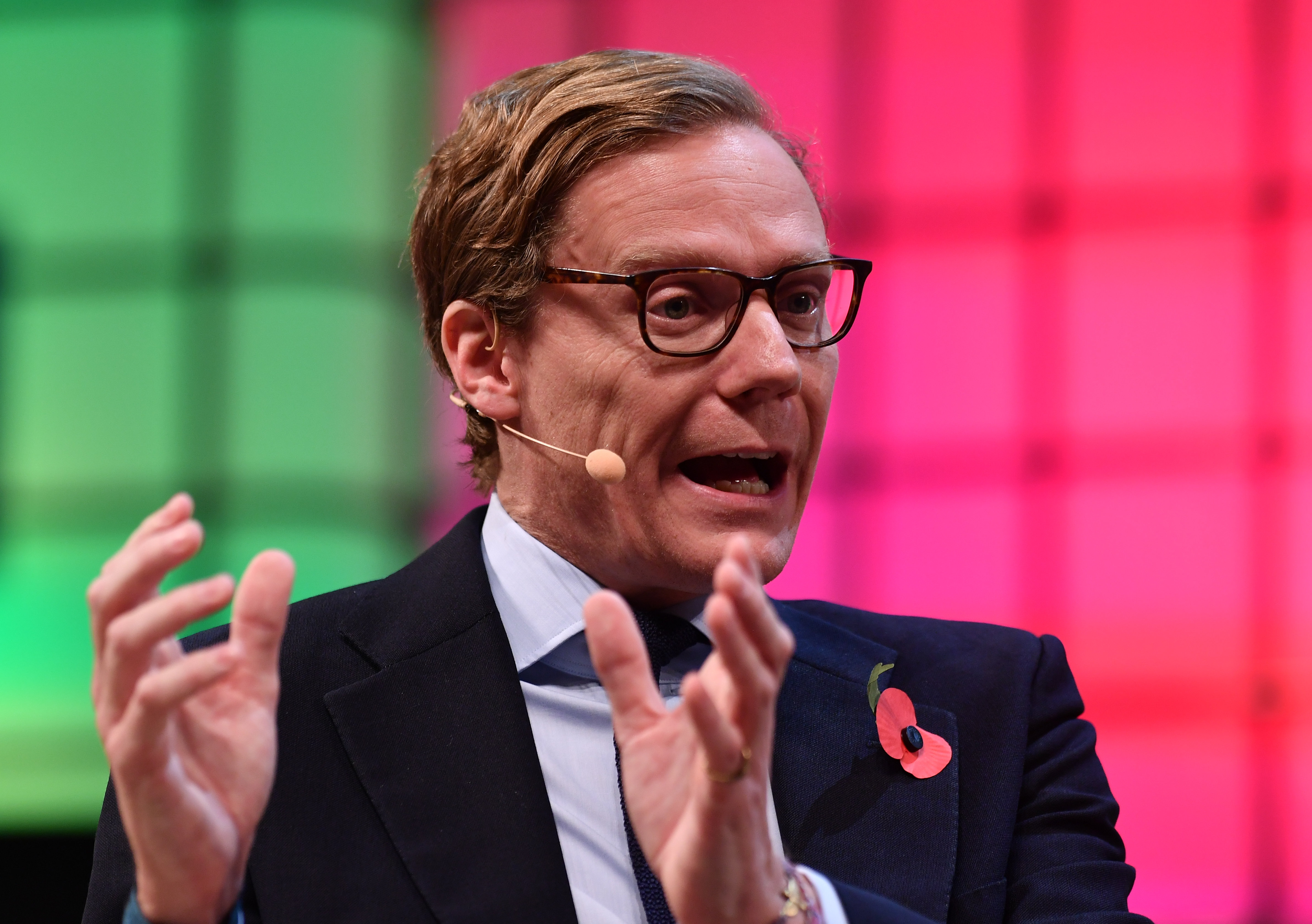
Alexander Nix, PDG de Cambridge Analytica, en novembre 2017.

En 2016, selon Alexander Nix, PDG de Cambridge Analytica, « Aujourd'hui (2016), aux États-Unis, il y a quelque part quatre ou cinq mille éléments de données sur chaque individu... Nous modélisons donc la personnalité de chaque adulte à travers les États-Unis, soit quelque 230 millions de personnes »[réf. souhaitée]. Cambridge Analytica avant d'organiser sa faillite, se présentait comme spécialiste en aide à la communication politique, affirmant innover dans ce domaine.
En 2017, des journalistes d'enquête et des scientifiques spécialistes de la communication par Internet s'aperçoivent alors que l'algorithme de recherche de Google est détourné par des sites extrémistes. Une cartographie de ces sites sur l'Internet et le darknet montre un vaste système d'actualités, de communication et de fake-news « alt-right » (extrême droite américaine), en partie lié à Cambridge Analytica, qualifié par J Albright de « point nodal de la machine de propagande de la droite ».
Certains journalistes d'investigation comme Carole Cadwalladr déduisent de leurs enquêtes que Robert Mercer et Steve Bannon (ex-vice-président de Cambridge Analytica, puis assistant clé et stratège en chef de Donald Trump) sont deux personnages clé de ce système œuvrant notamment à contrôler, contourner, discréditer, acheter ou briser les médias traditionnels au profit de diffusions de faits alternatifs, du déni, d'une histoire reconstruite et d'une propagande de droite (qui a notamment porté Donald Trump au pouvoir et conduit à l'Assaut du Capitole par des partisans de Donald Trump).
Les objectifs de Mercer ne sont ni clairs ni publics, mais on sait que cet informaticien, pionnier de l'intelligence artificielle, devenu milliardaire, est aussi copropriétaire de l'un des fonds spéculatifs les plus étonnamment performants de la planète (Renaissance Technologies),, au rendement annuel quasi miraculeux de 71,8 %. Il est ensuite apparu qu'il était aussi un proche ami de Nigel Farage, l'ancien leader du Parti du Brexit parti (renommé Reform UK pour persister après le Brexit). Andrew Bruce Wigmore est un activiste politique anglais, ancien diplomate britannique, associé d'Arron Banks et de Nigel Farage. Ces trois personnages, brexiteurs-clé, se sont autoproclamés « les mauvais-garçons du Brexit ». Wigmore était directeur de la communication de l'organisation pro-Brexit Leave.EU. Selon Wigmore, Mercer a utilisé et dirigé Cambridge Analytica pour « aider » la campagne pro-Brexit Leave .
Selon Carole Cadwalladr, le milliardaire Robert Mercer a facilement pu contourner les lois électorales britanniques, car ces dernières sont restées démunies face aux émergences de nouvelles formes de campagnes numériques ; dans le monde des sociétés offshore, de l'argent versé dans d'immenses bases de données, et à des tiers sans entraves ni contrôles, les plafonds de dépenses ont perdu leur sens,. Mercer a ainsi utilisé AggregateIQ qui n'était alors qu'une « obscure société d'analyse du Web, installée dans un bureau surplombant un magasin de Victoria, en Colombie-Britannique », « à propos de laquelle il n'y avait alors pratiquement rien du tout sur Internet (…) un site web d'une page, et c'était tout » note Martin Moore (directeur du centre d’étude de la communication, des médias et du pouvoir au King's College de Londres).
AggregateIQ a alors joué un rôle discret, mais majeur puisque la campagne pro-Brexit Vote Leave lui a versé (selon les preuves disponibles) 3,9 millions de livres sterling, soit plus de 50 % de son budget de campagne officiel (7 millions de livres sterling). Trois autres campagnes pro-Brexit : BeLeave, Veterans for Britain et le parti démocrate unioniste ont de même versé à la société canadienne AggregateIQ 757 750 £ supplémentaires (alors que la « coordination » entre campagnes est interdite par la loi électorale britannique, sauf si les dépenses de campagne sont conjointement déclarées, ce qui n'a pas ici été le cas).
AggregateIQ a d'abord et plusieurs fois nié avoir un quelconque lien avec Cambridge Analytica. Mais un informateur anonyme a fait constater au journal The Guardian que l'adresse et le numéro de téléphone d'AggregateIQ au Canada étaient aussi les coordonnées d'une société répertoriée sur le site Web de Cambridge Analytica comme étant « son bureau à l'étranger » : « SCL Canada » (le lendemain cette référence en ligne disparaissait).
Puis un ancien employé de l'entreprise a confirmé des liens forts entre Robert Mercer, Cambridge Analytica et AggregateIQ. AggregateIQ était selon lui le « back office » de Cambridge Analytica, en détenant sa base de données et en construisant le logiciel nécessaire à la manipulation des votes. Un personnage-clé, mais qui n'a dans un premier temps pas voulu s'exprimer a été Christopher Wylie (qui a apporté les données et le micro-ciblage [messages politiques individualisés] à Cambridge Analytica).
Vote Leave a d'abord affirmé que la Commission électorale ne lui a pas reproché ces versements à AggregateIQ (alors que plus d'argent a été versé à AggregateIQ par les quatre partisans pro-Brexit qu'à n'importe quelle autre entreprise par n'importe quel autre groupe de partisans ou opposants au Brexit lors de l'ensemble du processus de référendum), puis a refusé de rencontrer les enquêteurs (5 refus en 3 mois), et après voir été sommé de fournir plusieurs documents, a répondu en retard, avec des documents « incorrects ou incomplets » et après avoir tenté de faire clôturer l'enquête.
Mais finalement, mi-2018, Vote Leave sera accusé par la commission « de graves violations des lois mises en place par le parlement pour garantir l'équité et la transparence lors des élections et des référendums » (sanctionnées par 61 000 £ d'amende). Et la commission confiera deux personnes : Darren Grimes, le fondateur de BeLeave qui doit déjà payer 20 000 £ d'amende), et David Halsall (responsable du groupe) à la police métropolitaine dont le champ de compétence est plus étendu que celui de la commission électorale (qui se limite au respect de la loi électorale), qui pourra donc enquêter sur d’autres éventuelles infractions. Interrogé par la BBC, Matthew Elliott dit avoir respecté toutes les lois, et avoir envoyé à la Commission électorale un dossier de 500 pages pour le démontrer.
Les révélations de plusieurs lanceurs d'alertes internes à Cambridge Analytica confortent les conclusions de la Commission électorale,. Selon The Guardian, c'est Darren Grimes (jeune activiste pro-Brexit, fondateur du groupe de campagne BeLeave (chargé de convaincre la jeunesse de voter plus nombreuse pour le Brexit), et ami proche de Dominic Cummings, pilote de Vote Leave (leader officiel de la campagne pro-Brexit) qui aurait suggéré de faire appel à AggregateIQ (AIQ). Mais l'ampleur du « don » financier a attiré l'attention de la Commission électorale britannique. Grimes a déclaré qu'il avait découvert AIQ en faisant des recherches sur Internet et qu'il avait été si impressionné par cette société qu'il a décidé de « faire exploser son budget sur son marketing », et c'est Vote Leave qui aurait directement versé l'argent au Canada, mais ajoute The Guardian, les données mises en cache montrent qu'à l'époque, AIQ n'avait pas de site Web (AIQ affirme disposer d'un site Web depuis sa création en 2013, mais ce site ne présente qu'une adresse et quelques propos très généraux). Grimes aurait eu connaissance du travail de par Vote Leave, quand il travaillait dans ses locaux.

### Profilage psychologique
Cambridge Analytica créait des profils psychologiques, non seulement au Royaume-Uni et aux États-Unis, mais dans d'autres pays. Avec ses bases de données de profils, l'entreprise, ou d'autres entreprises ayant accès à ces bases de données pouvaient ensuite spécifiquement cibler certaines populations, et y influencer les individus ou leurs communautés, avant des votes (ex Brexit) ou des élections politiques.
Ces méthodes sont basées sur l'analyse de données, croisées avec les méthodes développées pour la propagande, la publicité ciblée et la guerre psychologique, afin de rapidement influencer des individus selon leurs statuts socioéconomiques, socioculturels et sociopolitiques et leurs habitudes de vote (les habitudes de vote étant souvent basées sur des traditions, des croyances statistiquement plus communes dans tel ou tel groupe de la population). Elles vont être manipulées, autant que possible, par divers réseaux et moyens proposés par Cambridge Analytica, dans le but de contrôler et fausser les résultats d’une campagne électorale ou d'influence (ex : Référendum sur l'appartenance du Royaume-Uni à l'Union européenne).

### De la fouille de données aux acquisitions illégales et massives de données personnelles
Dans les années 2010, Facebook était déjà connu pour contenir un énorme ensemble de données exploitables à des fins commerciales et politiques ; notamment depuis que l'université de Cambridge y avait avec une autorisation - légale - collecté des données (anonymisées) à des fins de Recherche en sociopsychologie. Ces données ont abouti à des études évaluées par des pairs relatives à la détermination de traits individuels de personnalité (traits émotionnels, d'attitudes et de comportements), mais aussi de « partisanerie » politique ou religieuse, d'orientation sexuelle, etc., accessible rien qu'à partir des « likes » déposés sur Facebook.
Le groupe SCL/Cambridge Analytica a alors engagé l'un des scientifiques de l'université (le Dr Aleksandr Kogan) pour récolter de nouvelles données à partir de Facebook, en s'y introduisant via un quiz de personnalité qui était en fait une « porte » permettant la collecte de profils Facebook des répondants, et de leurs « amis », un processus alors non interdit par la plate-forme, mais interdit par la loi en Europe, sans consentement éclairé et préalable des individus .
Plus précisément, pour « profiler » son « public-cible », à titre d'exemple, dans un premier temps, Cambridge Analytica a commencé par faire passer un test (sur des plateformes de quiz en ligne), contre une rémunération de 2 à 5 dollars. L'échantillon était cependant trop restreint, et pas assez représentatif de la population (n'y participaient que les étudiants, les chômeurs et les « femmes blanches riches »).
Cambridge Analytica a alors augmenté la rémunération pour attirer d'autres catégories socioculturelles. Les questions étaient construites sur le modèle du Big Five, le test de personnalité le plus fréquemment utilisé par les psychologues anglophones. Elles étaient donc orientées sur cinq grands facteurs de personnalité : l’ouverture, la « conscienciosité », l’extraversion, l’amabilité et le « névrosisme ».
Jusque-là, rien n'était a priori illégal : les tests n'avaient pas lieu sur Facebook, mais sur deux autres sites n'ayant pas accès aux données détenues par Facebook sur ses utilisateurs.
Ces deux plateformes étaient Amazon Mechanical Turk et Qualtrics.
Mais pour obtenir la récompense pécuniaire promise, il fallait se connecter à son compte Facebook. C'est alors que Cambridge Analytica pouvait, illégalement cette fois, accéder à des millions d'autres données beaucoup plus personnelles, dont le nom complet, le lieu de résidence, les « likes », etc. Disposant alors de deux grands types de données (les « likes » et les informations générales), de logiciels établissaient des modèles psychologiques et des fiches détaillées, pour les 11 états clés (les swing states) de la campagne présidentielle en croisant les deux types de données recueillies.
Dans le même temps, l’algorithme introduit dans l'ordinateur de la victime pouvait parcourir la liste de ses « amis » (contacts dans Facebook), en effectuant pour ces derniers le même processus d'extraction de données. C’est ainsi que des millions de personnes ont sans le savoir été victimes d'un gigantesque vol de données personnelles, qui a servi à modifier leur perception du monde au profit du parti républicain.
Selon deux anciens employés de l'entreprise, les méthodes de Cambridge Analytica ont ensuite associé la psychologie, la propagande et la technologie d'une manière nouvelle et puissante, visant à « capturer chaque aspect de l’environnement d’information de chaque électeur », d'abord grâce à Facebook qui a, involontairement selon Mark Zuckerberg, fourni un ensemble de centaines de millions de données personnelles. Dans le même temps, Cambridge Analytica achetait — parfaitement légalement — de nombreuses bases de données sur les consommateurs (sur des sujets très variés allant des abonnements à des magazines aux voyages en avion…). Un logiciel combinait ensuite aux fichiers d'électeurs ces données trahissant leurs traits psychosociologiques. Ces données étaient aussi associées aux fichiers d'adresses, numéros de téléphones, courriels, etc. permettant à Cambridge Analytica de rédiger et diffuser des millions de messages individualisés ciblant les électeurs les plus malléables (« persuadables ») jouant souvent sur les déclencheurs émotionnels et motivationnels les plus inconscients ou secrets. Deux types d'influence peuvent alors être utilisés :
- faire en sorte que l'électeur ciblé vote dans le sens demandé par les clients de la société ;
- faire en sorte qu'il soit abstentionniste le jour du vote, si l'analyse de son profil laisse penser qu'on ne pourra pas le faire changer d'opinion[20]. Selon une note interne lue par The Observer, aux États-Unis, la stratégie la plus utilisée a été de provoquer le « désengagement des électeurs » non acquis aux républicains, en cherchant à « persuader les électeurs démocrates de rester chez eux », une tactique jugée profondément inquiétante par Carole Cadwalladr qui ajoute qu'il a été affirmé que des tactiques de répression ont été utilisées dans la campagne ; c'en est une[20].

Cambridge Analytica a ainsi « influencé » les campagnes électorales de plusieurs États-clés américains pour le compte de comités d'action politique républicains, ce qui a permis ou facilité l'élection de Donald Trump, mais aussi dans d'autres pays, notamment des pays en développement.
Une enquête de l'ICO (Information Commissioner's Office, chargé de faire respecter la législation britannique sur la protection des données) a révélé que de 2007 à 2014, Facebook a traité les informations personnelles de ses utilisateurs de manière injuste et illégale. Facebook a permis aux développeurs d'applications (en particulier, Aleksandr Kogan et sa société GSR qui agissaient pour le compte du groupe SCL Ltd et de Cambridge Analytica) d'accéder aux informations personnelles des comptes Facebook sans consentement clair et éclairé des personnes, et que cet accès a été accordé même pour des utilisateurs qui n'avaient pas téléchargé d'application, par le seul fait qu'ils étaient « amis » avec des personnes l'ayant fait.
En octobre 2018, après cette enquête, l'ICO a infligé à Facebook une amende de 500 000 £ (amende maximale autorisée par la législation britannique pour infractions à la protection des données).

### Utilisation des données
Cambridge Analytica, avec l'aide d'AggregateIQ, n'avait plus qu'à adapter et personnaliser les messages susceptibles de modifier les points de vue, en fonction des groupes et sous-groupes qu'il avait ciblés sur Face-book ou d'autres plateformes, et à laisser circuler ces messages (via les réseaux sociaux principalement).

Selon un ancien employé interrogé par The Guardian, avant l'élection de Trump, l'entreprise est rapidement devenue une véritable entreprise de guerre psychologique utilisant les mêmes moyens que les Psyops (Opérations psychologiques mises en œuvre par les militaires qui veulent opérer un changement de sentiment de masse dans une population ; ce qu'on désigne autrement en parlant de « gagner les cœurs et les esprits »). Cambridge Analytica le faisait cependant pour faire gagner de la notoriété et des votes à ses clients, et notamment dans les pays en développement « qui n'ont pas beaucoup de règles ».
En 2017, Carole Cadwalladr fait remarquer qu'aux États-Unis la loi encadre strictement l'accès du gouvernement aux données personnelles, mais que ce n'est pas le cas pour les entreprises privées, qui sont très peu limitées dans ce domaine. Elle y voit de possibles prémisses de moyens de surveillance autoritaire, surtout quand le politique place des intérêts privés au cœur de l'administration. Les enquêtes faites dans les années 2010 ont clairement montré que Cambridge Analytica était lié à de nombreux milliardaires de droite cherchant à maitriser voire manipuler l'information (dont Rupert Murdoch, propriétaire du Wall Street Journal) : « RM a redirigé et connecté avec Jamie McCauley du bureau de Robert Thomson News Corp », dit-il.

### Motivations des membres du personnel
À la question « Pourquoi quelqu'un voudrait-il faire un stage dans une entreprise de guerre psychologique » posée par un journaliste du Guardian, un ancien employé répond « C'était comme travailler pour les services secrets du MI6. Comme un travail à la commande pour le MI6. C'était très chic, très anglais, dirigé par un vieil Etonien et il fallait faire des choses vraiment cool. Se déplacer en avion partout dans le monde. Vous travailliez avec le président du Kenya ou du Ghana ou ailleurs. Ce n’est pas comme les campagnes électorales dans les pays occidentaux. vous devez ici faire toutes sortes de conneries dingues ».

### Liens avec le complexe militaro-industriel
Une journaliste d'investigation du Guardian a été interpellée par le « Directeur des opérations de défense du groupe SCL », le « Commandant Steve Tatham, PhD, MPhil, retraité de la Royal Navy » et ancien chef des opérations psychologiques des forces britanniques en Afghanistan. Ce dernier se plaignait de l'utilisation par le Guardian du mot « désinformation » dans un article sur Mercer relatif aux stratégies de type « militaires » qui auraient éventuellement pu être utilisées pour influer sur les votes lors d'élections britanniques et américaines. Remarque : Steve Tatham est (ou fut) un acteur important du complexe militaro-industriel ; The Observer a eu accès à des courriers montrant son rôle au ministère britannique de la Défense, mais aussi au Bureau des Affaires étrangères et du Commonwealth et au sein de l'OTAN.
La journaliste lui a en retour signalé des références de textes qu’il avait écrits sur la « tromperie » et sur la « propagande » dans divers articles, estimant que ces concepts étaient proches de celui de désinformation.
Trouvant curieuse cette réaction d'un ancien haut-gradé de l'armée, elle s'est intéressée à l'origine des données exploitées par les « analystes de données » de Cambridge Analytica et de sa discrète « consœur » canadienne Aggregate IQ. Selon elle, Cambridge Analytica n'est pas une start-up conventionnelle, mais a d'abord fait partie du complexe militaro-industriel britannique, lié à l'establishment militaire britannique, généralement conservateurs et « de la vieille école » ; Geoffrey Pattie (ancien sous-secrétaire d'État parlementaire chargé des achats de la défense et directeur de Marconi Defence Systems), ou Lord Marland (ancien représentant de David Cameron chargé des questions de commerce, pro-Brexit, et actionnaire pourraient être des parties prenantes. Puis l'entreprise s'est aussi insérée dans l'establishment militaire américain, bien plus puissant. Ainsi Chris Naler (ancien commandant du centre des opérations de l'US Marine Corps), a récemment rejoint Iota Global, autre partenaire du groupe SCL.La psychologie sociale associé à l'analyse statistique intelligente du big data seraient une façade de Cambridge Analytica, cachant selon Carole un entrepreneuriat utilisant des méthodes et stratégies militaires sur des populations civiles (« nous »).
Le sociologue David Miller, spécialistes de la guerre psychologique et de la propagande à l'Université de Bath, abonde dans ce sens et estime que ces méthodes soulèvent « la question de savoir si nous vivons réellement encore dans une démocratie ou non ».

### Assistance à la République de Trinité-et-Tobago, et possibles dérives sécuritaires
Alors que Robert Mercer entamait ses négociations d'achat du groupe SCL avec son patron (Alexander Nix), SCL se voyait choisi par plusieurs ministres de la république de Trinité-et-Tobago pour un contrat d'assistance un peu inhabituel.
En 2013, c'est Cambridge Analytica, à peine créée, qui est alors chargé de ce contrat, pour le compte du Conseil national de sécurité de Trinité-et-Tobago. Il s'agissait de créer un système informatisé de micro-ciblage au service des partis au pouvoir à l'époque. Comme dans le cas de la promotion du Brexit, Cambridge Analytica délègue à AggregateIQ le travail de conception de la plateforme numérique de ciblage. Trinité-et-Tobago est un petit état insulaire, dont la population est en grande partie analphabète et pauvre, mais dirigée par une oligarchie pétrogazière et minière très riche (grâce aux ressources du pays en hydrocarbures). Ce pays est depuis longtemps économiquement très lié aux États-Unis, avec lesquels il a comme point commun d'être très dépendant du pétrole et du gaz naturel (Trinité-et-Tobago est le second émetteur de CO2 par habitant en 2014, après le Qatar, avec 34,2 tonnes émises par habitant, à comparer à la moyenne mondiale qui est de 5,0 tonnes).
Des documents consultés par The Observer montrent que le plan présenté par Cambridge Analytica au ministre, semblait inspiré du film Minority Report. Il visait à massivement capter les historiques de navigation des citoyens, mais aussi à enregistrer des conversations téléphoniques pour leur appliquer un algorithme de reconnaissance du langage naturel, afin de construire une base de données mise à disposition de la police nationale, avec établissement de scores décrivant la supposée propension d'un citoyen à commettre un crime.
C'était selon The Guardian la première fois que SCL se servait intrusivement du big data pour créer un micro-ciblage, selon des principes soutenus par Mercer. Ce type de contrat montre que les technologies développées par SCL et ses émanations (Cambridge Analytica et sa consœur canadienne AggregateIQ) pourraient facilement être vendues à des régimes autoritaires et répressifs ou à des entités cherchant à psychologiquement manipuler toute une population. Après avoir aidé Trump à gagner les élections, Cambridge Analytica a obtenu des contrats à l'intérieur du Pentagone du département d'État américain, ce qui est « absolument terrifiant », a commenté en 2017 un ancien de Cambridge Analytica, entreprise qui s'est mise en faillite, mais après avoir transféré une partie de son personnel et ses moyens chez Emerdata Limited,,,.

### Acteurs
Selon the Guardian, depuis 2013 environ, le système inspiré par Robert Mercer associe quelques acteurs majeurs :
- Aleksandr Kogan, psychologue formé à l'université de Cambridge ;
- AggregateIQ, société sœur de Cambridge Analytica, qui travaillait très discrètement au Canada pour cette dernière (et dans de nombreux autres pays) ;
- Christopher Wylie (dit Chris Wylie)[36] ;
- Mark Gettleson, expert en communication et groupes de discussion, ancien conseiller libéral démocrate, connu comme anti-européen, et ami de longue date de Christopher Wylie qui l'a recruté pour Cambridge Analytica en 2014 (tous deux seront finalement lanceurs d'alerte dans l'affaire de la manipulation de l'opinion publique en faveur du Brexit)[37] ;
- Thomas Borwick (fils de Victoria Borwick, députée conservatrice de Kensington).

Dans le cas du Brexit, s'ajoutent :
- Matthew Elliott (pilote de la campagne « Vote Leave » et rédacteur en chef du site Web Brexit Central, pour le compte de Boris Johnson et Michael Gove) ;
- Dominic Cummings (recruté par Matthew Elliott). Cet ancien d'Oxford a vécu 3 ans en Russie pour tenter, sans succès, d'implanter une compagnie d'aviation reliant Samara à Vienne. Il est ensuite lobbyiste dont en 2000 pour le comité Businesses for Sterling qui l'embauche pour la campagne « Europe Yes. Euro No » et a servi (comme conseiller) le conservateur Michael Gove. C'est Cummings qui contacte AggregateIQ.
- Stephen Parkinson et Cleo Watson, très impliqués dans la campagne pro-Brexit de Vote Leave, qui ont ensuite tous deux travaillé pour le Premier ministre britannique ;
- Shahmir Sanni, lanceur d'alerte concernant les manipulations psychologiques exercées lors du référendum ayant abouti au Brexit[29].

### Efficacité
Dans The Guardian, un ancien de Cambridge Analytica explique qu'il faut «comprendre que cette entreprise n'est en aucun cas "normale" : « Je ne pense pas que Mercer se soucie même de gagner de l’argent. Cambridge Analytica est le produit d'un milliardaire qui dépense d'énormes sommes d'argent pour construire son propre laboratoire scientifique expérimental, afin d'y tester ce qui fonctionne, pour trouver de minuscules éclats d'influence pouvant faire basculer une élection. Robert Mercer n'a pas investi dans cette entreprise avant qu'elle ait mené une série d'essais pilotes contrôlés. C'est l'un des informaticiens les plus intelligents au monde. Il ne va pas dépenser 15 millions de dollars pour des conneries ».
Tamsin Shaw (professeur agrégé de philosophie à l'Université de New York, ayant travaillé sur le financement de l'armée américaine et sur l'usage de la recherche psychologique à des fins de torture) ajoute que « la capacité de cette science à être utilisée pour manipuler les émotions est très bien établie. C'est une technologie financée par l'armée, exploitée par une ploutocratie mondiale et qui est utilisée pour influencer les élections d'une manière que les gens ne peuvent même pas voir, ils ne peuvent même pas réaliser qu'ils sont manipulés. Il s’agit d’exploiter des phénomènes existants comme le nationalisme, puis de l’utiliser pour manipuler les gens en marge. Qu'autant de données seront entre les mains d'un groupe de ploutocrates internationaux pour en faire ce qu'ils veulent est absolument effrayant. Nous sommes dans une guerre de l'information, et des milliardaires rachètent ces entreprises, qui sont ensuite employées pour aller travailler au cœur du gouvernement »
En 2020, au Royaume-Uni, une étude de l'Information Commissioner's Office a minimisé l'efficacité probable des modèles théoriques utilisés par la société, qui ne sont en rien, selon lui, des innovations réelles en marketing politique, et auraient en réalité une application pratique moins efficace que ce que Cambridge Analytica et ses filiales ne le laissaient croire à leurs clients.

### Au cinéma
La chaîne américaine HBO s'est inspiré du système mis en place par les partisans du Brexit, avec Cambridge Analytica et AggregateIQ, dans un film intitulé Brexit: The Uncivil War.

## Activités

### États-Unis

#### Élection présidentielle de 2016
L'implication de CA lors des primaires présidentielles du Parti républicain américain de 2016 est dévoilée en juillet 2015. En décembre de la même année, la société se vante d'avoir amassé jusqu'à 5 000 data point (en) auprès de 220 millions d'Américains. À l'époque, Robert et Rebekah Mercer sont des importants partisans de Ted Cruz,. À ce moment, la société est financée, de manière importante, par le biais de comités d'action politique ainsi qu'à partir de fonds tirés de la campagne de Cruz.
Ted Cruz devient l'un des premiers gros clients de CA lors de la campagne présidentielle de 2016. Son organisation y investit ainsi environ 3 millions de dollars américains tout juste avant le « caucus » de l'Iowa. D'autres fonds proviennent de Supers PAC alliés. L'impact de CA pour la victoire de Cruz dans cet État a été jugé significatif. Au total, l'organisation de Cruz a investi 5,8 millions de dollars dans la société.
Le 16 mai 2018, le vice-président et directeur juridique de Facebook, Paul Grewal (en) accuse Aleksandr Kogan, professeur de psychologie de l'université de Cambridge, de nationalité américaine, d'avoir menti et violé la politique de la plateforme en transmettant les données, récupérées sur une application, utilisant une interface de connexion de Facebook, à Cambridge Analytica, avec son quiz baptisé « thisisyourdigitallife » téléchargé par près de 270 000 utilisateurs de Facebook, rémunérés 4 US$ pour répondre aux questions du quiz. Les données de ces personnes ont été collectées ainsi que celles de leurs amis, sans leur permission. D'où le nombre de 87 millions de personnes concernées dont près de 210 000 Français.
Le 21 mars 2018, Aleksandr Kogan déclare qu'il sert de bouc émissaire à Facebook. D'après un ancien responsable d'exploitation de Facebook, Sandy Parakilas, devant une commission parlementaire britannique, déclare que « Facebook était au courant de ce qui se passait et n'a prévenu personne ».
Le 24 avril 2018, une commission du parlement britannique auditionne le psychologue Aleksandr Kogan, qui affirme avoir été abusé par Cambridge Analytica et envisage d'attaquer Facebook en diffamation.

### Royaume-Uni

#### Référendum sur le Brexit en 2016
Le lanceur d'alerte Christopher Wylie affirme dans un entretien accordé à plusieurs journaux européens, dont Libération, que la société Cambridge Analytica a joué un « rôle crucial » dans le vote en faveur du Brexit.
Selon Christopher Wylie, l'entreprise canadienne AggregateIQ (AIQ), liée à Cambridge Analytica, a travaillé avec cette dernière afin de promouvoir la campagne en faveur de la sortie de l'Union européenne. Ainsi Leave.EU aurait contourné son plafond de dépenses en dépensant « près d'un million de livres pour cibler » les électeurs. Il estime que « sans AggregateIQ, le camp du 'Leave' n'aurait pas pu gagner le référendum, qui s'est joué à moins de 2 % des votes ».
La première étape de l’implication de la société dans la campagne du Brexit a été la collecte de données par l’entremise de réseaux sociaux, notamment Facebook. Selon Andy Wigmore, directeur des communications de la campagne Leave. EU, Facebook était la clé de leur tactique. La méthode privilégiée était de propager des images et des messages pouvant engendrer des émotions négatives[réf. nécessaire]. Par exemple, selon la journaliste du Guardian Carole Cadwalladr, une horde d’immigrants entrant dans le pays provoquant du mécontentement pour certains types de personnes. Grâce aux données recueillies sur Facebook, il était possible de cibler les gens les plus susceptibles d’être convaincus par ce genre de messages. Le but était de susciter une nouvelle façon de penser « à la mode », qui provoquerait également un changement au niveau politique. Selon eux, la politique découle directement de la culture, le vote est tout aussi subjectif que la mode vestimentaire et les gens suivent le courant sans trop se poser de questions. La méthode mise en œuvre a consisté à dominer et à manipuler l’information, notamment grâce à des rumeurs, des fausses nouvelles et de la désinformation.
L’un des thèmes les plus exploités a été celui de l’immigration.[réf. nécessaire] Le camp du Brexit a donc dirigé ses messages vers les personnes les plus apathiques pour tenter de les convaincre que quitter l’Union européenne améliorerait leurs conditions de vie.
Des enquêtes de l'« House of Commons Digital, Culture, Media and Sport Select Committee » sont en cours[Quand ?] pour tenter de démontrer que Cambridge Analytica aurait participé à la transmission de fausse information lors de la campagne du Brexit. La société est également sous deux autres enquêtes, premièrement, « the Electoral Commission » tente de prouver que l'entreprise aurait participé à l'utilisation et à la vente des données personnelles à une tierce partie. Puis, « the British Information Commission-er’s Office » recherche sur la possibilité d’une infraction de la règlementation concernant les subventions électorales.
En octobre 2020, le Bureau du commissaire à l'information écrit dans son rapport que « ni l’entreprise ni sa filiale appelée SCL n’avaient détourné de données en vue d’influencer le référendum de 2016 sur le Brexit ou de favoriser une ingérence russe dans les mécanismes politiques » et que Cambridge Analytica « n’a effectué qu’un travail limité pour la campagne [pro-Brexit] Leave.eu, au-delà de son implication dans l’analyse des données des membres du parti UKIP ».

### Inde
Avec plus de 241 millions d’abonnés sur Facebook, l’Inde est le pays qui contient les plus grands nombres d’abonnés au monde de la plateforme. Cependant, les deux principaux partis de ce pays s’accusent d’avoir eu recours à Ovleno Business Intelligence, une entreprise indienne partenaire de Cambridge Analytica pour remporter plusieurs des dernières élections.
Selon plusieurs documents, de l’enquête interne lancée par le gouvernement indien, publié le 28 mars 2018, la société Cambridge Analytica et sa maison mère Strategic Communication Laboratories, travaille depuis des années sur les élections en Inde. Ces révélations ont suscité de grands soulèvements en Inde, car ces données ont pu être utilisées pour gagner les élections.
Selon un dénonciateur la maison mère de Cambridge Analytica avait mené des recherches comportementales et des sondages pour six élections législatives, en Inde. Ces recherches auraient été effectuées et utilisées à partir de 2003 et auraient même été utilisées lors des élections législatives indiennes de 2009 et majoritairement lors des élections de 2014. En 2014, plusieurs partis auraient utilisé cette stratégie.Par contre, aucune information claire ne circule sur la manière dont les informations ont été acquises.
Selon Nikhil Pahwa, un expert en technologie, ces révélations sont troublantes, car l’Inde étant encore un pays en développement, il est beaucoup plus vulnérable et instable que les États-Unis.

#### Élections législatives de 2014
Le scandale le plus retentissant s’est déroulé lors des élections législatives de 2014. Lorsque le parti au pouvoir BJP soit la formation nationaliste hindoue a engagé Ovleno Business Intelligence, entreprise liée à Cambridge Analytica, pour remporter les élections. Sur le profil LinkedIn du directeur de cette entreprise on pouvait même lire qu’il avait assuré la victoire au parti. De plus, le parti BJP a remporté la majorité absolue des sièges au parlement national, ce qui ne s’était jamais vu en Inde depuis plus de 20 ans.
Cambridge Analytica se retrouve maintenant accusé, en Inde, pour vol de données personnelles et tentative d’influencer les élections par des moyens illégaux. Le parti du congrès (BJP) a cependant été déclaré coupable, selon la commission électorale, d’avoir été un client de Cambridge Analytica et doit maintenant obligatoirement présenter ses excuses à la population pour vol d’information et manipulation.

## Critiques et scandales
Cambridge Analytica a fait ingérence dans les élections présidentielles en Argentine en menant une campagne contre Cristina Fernández de Kirchner,.
Cambridge Analytica aurait participé en 2016 à la campagne électorale de Donald Trump en collectant et en exploitant à leur insu les données personnelles de quatre-vingt-sept millions d'utilisateurs de Facebook. La révélation de l'affaire a fait chuter de 7 % l'action Facebook à la Bourse de New York le 19 mars 2018,.
En mars 2018, la chaîne britannique Channel 4 a révélé un film tourné en caméra cachée entre novembre 2017 et janvier 2018, où l'on voit le PDG de Cambridge Analytica, Alexander Nix, proposer le recours à des pots-de-vin et à des prostituées ukrainiennes pour faire chanter des hommes politiques. La société annonce qu'Alexander Nix est suspendu, avec effet immédiat, dans l’attente d’une enquête complète et indépendante. Le 2 mai 2018, l'entreprise annonce qu’elle cesse immédiatement toutes ses activités et qu’elle entame une procédure de faillite et le 24 septembre 2020, Nix, a été condamné par un juge anglais à sept ans d'interdiction de diriger une entreprise en raison de son comportement « dépourvu d'éthique »,.
En 2020, plusieurs groupes de documents provenant de Cambridge Analytica, publiés par Hindsight 2020 (Hindsight signifie en anglais Biais rétrospectif) sur Internet montrent comment cette officine politique, avec sa maison mère le groupe SCL démarchait de nombreux candidats politiques dans de nombreux pays, mais aussi de grands groupes, dans ces cas au Kenya, en Malaisie, en Iran ou en faveur de John Bolton (ancien conseiller à la sécurité nationale de Donald Trump).
En 2020, Channel 4 a eu accès à la base de données qui a servi à l’équipe de campagne de Donald Trump pour (en 2016) cibler 200 millions de personnes, classés par catégories avec des informations individuelles telles qu'adresses, dates de naissance, mais aussi sur l’origine ethnique, la possession d'armes à feu ou d’animaux de compagnie… informations légalement protégées aux États-Unis. Ce fichier plaçait plus de 3,5 millions d’Afro-Américains dans une catégorie « dissuasion », qui, selon Channel 4 News, visait à mieux les cibler pour les pousser à l'abstention le jour du vote. Ainsi, selon les Journalistes-enquêteurs, « en Géorgie, par exemple, bien que les Noirs représentent 32 % de la population, ils constituaient 61 % des membres de la catégorie d’électeurs à dissuader » (de voter). Facebook n'a pas voulu communiquer sur les messages ciblés lancés lors de la campagne de 2016, mais un constat est que « Cette stratégie a précédé un effondrement du vote noir dans des Etats-clés, comme le Wisconsin », effondrement qui peut toutefois aussi être en partie attribué au fait qu'Hillary Clinton avait moins séduit l'électorat noir, par rapport à Barack Obama aux élections précédentes. Brad Parscale (directeur de la campagne numérique de Donald Trump en 2016) a affirmé à des journalistes de PBS Frontline : « Je dirais que je suis presque sûr à 100 % que nous n’avons mené aucune campagne qui ciblait les Afro-Américains », mais les enquêteurs de Channel 4 News disent que dans un document qu'ils sont pu consulter, Cambridge Analytica reconnaît avoir ciblé les Afro-Américains.
Selon Christopher Wylie, le lanceur d'alerte ayant révélé le vol de millions de données personnelles issues de Facebook à des fins politiques : « Cambridge Analytica a fermé, mais ses tactiques n’ont pas disparu ».

## Cinéma
Le scandale Cambridge Analytica est raconté dans le documentaire The Great Hack (le grand piratage), sorti en 2019, avec de nombreux témoignages de certains acteurs directs des activités de l'entreprise.